# 幻刃奇美拉
《幻刃奇美拉》是由曾開發《東方月神夜》以及《羅德斯島戰記 蒂德莉特的奇境迷宮冒險》的Team Ladybug開發的类银河战士恶魔城电子游戏。原預定於2024年8月发售，但後來延期至2025年1月16日。

## 故事劇情
本作故事發生在近未來的世界。未知的怪物和幽靈充斥在城市中肆虐逼迫人類與之戰鬥，這導致「妖魔戰爭」的爆發。30年後，人類以熟知與妖魔戰鬥的宗教團體「聖祭協會」為中心艱難地生存。3年前，一個名為「慎」、經歷了冷凍儲存並失去記憶的男人從殘垣斷壁中被救出。慎很快便成為「聖祭協會」保衛民眾的優秀戰士。然而某天，慎與光彩美豔的妖魔「妖熒刀」拉克絲相遇並與其共生，這也導致慎對「聖祭協會」鐵則的背叛。

## 發行
本作原預定於2024年8月在Microsoft Windows和任天堂Switch平台发售，但官方為完善遊戲的品質而延期至2025年1月16日。

## 評價
| 汇总媒体             | 得分                  |
| -------------------- | --------------------- |
| Metacritic           | PC：78/100 NS：84/100 |
| OpenCritic（推荐率） | 71%                   |

本作在评论汇总网站Metacritic獲得“普遍好評”。而OpenCritic則獲得71%的推薦率。

## 外部連結
- 官方网站